# Strada Statale 238 delle Palade
Die Strada Statale 238 delle Palade (kurz SS 238) oder Gampenpassstraße ist eine italienische Staatsstraße in der Region Trentino-Südtirol. Sie verbindet das Nonstal und den Deutschnonsberg mit dem Burggrafenamt im Etschtal und wurde zwischen 1935 und 1939 errichtet.

## Verlauf
Von der etwas mehr als 37 km langen Straße liegen mehr als 30 km in der Provinz Bozen – Südtirol. Die SS 238 führt von Fondo in der Provinz Trient auf den Deutschnonsberg und zum Gampenpass (Passo delle Palade; 1518 m s.l.m.). Anschließend verliert sie in einigen Kehren bis zum Tisner Mittelgebirge an Höhe und führt dann fast parallel zum Etschtal laufend bis nach Lana hinunter. Nach der Einmündung der vom Ultental kommenden Landesstraße Nr. 9, verläuft sie am Rand des Etschtales über Tscherms und Marling bis nach Meran. Bei Marling zweigt eine Anschlussstelle zur Schnellstraße MeBo (SS 38) ab.

## Geschichte
Der Bau der Gampenpassstraße war bereits 1897 vom Tiroler Landtag beschlossen worden. Diskussionen über den Straßenverlauf verzögerten aber den Baubeginn. Mit dem Ausbruch des Ersten Weltkrieges kam das ganze Projekt wieder zum Erliegen. In den 1920er Jahren wurden wieder Stimmen laut, die sich für den Bau der Straße einsetzten. Dabei spielten wirtschaftliche, touristische, aber auch militärische Interessen eine Rolle. So entstand nach Fertigstellung der Straße am Pass eine Bunkeranlage, die Teil des sogenannten Vallo Alpino war. Auch der Nationalist Ettore Tolomei forderte im Rahmen der Italianisierung Südtirols den Bau der Straße. Im Sommer 1935 begannen die Bauarbeiten unter der Leitung des Trentiner Ingenieurs Gualtiero Adami (1878–1971), der bis 1918 noch für das Straßenbauamt der Habsburgermonarchie tätig gewesen war und 1928 die Straßenverbindung an der Ostseite des Gardasees von Torbole bis zur Veroneser Provinzgrenze errichtet hatte. An vier Baustellen waren bis zu 1200 Arbeiter mit dem Bau der Gampenpassstraße beschäftigt, die 1939 für den Verkehr freigegeben wurde. Beim Bau wurde aufgrund des von Mussolini im Herbst 1935 befohlenen Überfalls auf Abessinien und der damit verbundenen Isolierung Italiens weitgehend auf Eisen verzichtet. Stattdessen wurde im Rahmen der vom faschistischen Regime ausgerufenen Autarkie beim Bau der zahlreichen Brücken auf massive Mauerkonstruktionen zurückgegriffen. Die Straße wurde 1939 für den Verkehr übergeben.